# 다나하시 히로시

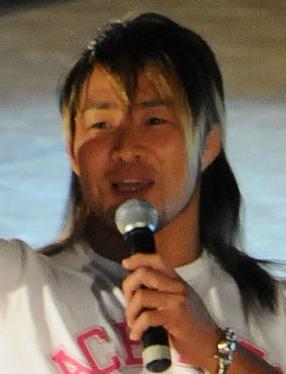
다나하시 히로시

다나하시 히로시(일본어: 棚橋弘至, 1976년 11월 13일 ~ )는 일본의 남자 프로레슬링선수다. 기후현 오가키시 출신이며 신일본 프로레슬링 소속으로 활동하고 있다. 키는 181 cm 몸무게는 101kg나간다.

## 작품 목록
- 극장판 도라에몽: 신 진구의 버스 오브 재팬